# بدرخش یا دیوانه شو
بدرخش یا دیوانه شو (کره‌ای: 빛나거나 미치거나; لاتین‌نویسی اصلاح‌شده: Binnageona Michigeona) یک مجموعهٔ تلویزیونی کره جنوبی سال ۲۰۱۵ بر پایهٔ رمانی با همین نام اثر هیون گو وون است و دربارهٔ عشق بین شاهزادهٔ گوریو و شاهدخت بالهه است. در این مجموعه جانگ هیوک، اوه یون سو، لی هانی و لیم جو هوان به ایفای نقش می‌پردارند. این مجموعه از ۱۹ ژانویه تا آوریل ۲۰۱۵، دوشنبه و سه‌شنبه‌ها ساعت ۲۲ (کی‌اس‌تی) از ام‌بی‌سی برای ۲۴ قسمت پخش شد.

## بازیگران

### اصلی
- جانگ هیوک در نقش وانگ سو، پادشاه گوانگ‌جونگ (سوسو)
  - چوی هان در نقش جوانی وانگ سو
- اوه یون سو در نقش شین یول / گه‌بونگ
  - جونگ وون در نقش جوانی شین یول
- لی هانی در نقش هوانگ‌بو یو وون
  - چو یه جین در نقش جوانی هوانگ‌بو یو وون
- لیم جو هوان در نقش وانگ ووک، برادر هوانگ‌بو یو وون
  - لی هیون بین در نقش جوانی وانگ ووک
- لی دو هوا در نقش وانگ شیک ریوم
- ریو سونگ سو در نقش وانگ یو، پادشاه جونگ‌جونگ
  - لی جون سو در نقش جوانی وانگ یو
- نا این وو در نقش سه وون / هو یول
  - جو یونگ جین در نقش جوانی سه وون